# Maritsa
Évros
Pour les articles homonymes, voir Maritsa (homonymie) et Évros.
La Maritsa ou Maritza (en bulgare : Марица, translittération internationale Marica ; en turc : Meriç), ou l’Évros ou l’antique Hèbre (en grec moderne : Έβρος), est un fleuve de la péninsule balkanique arrosant la Bulgarie avant de servir de frontière entre la Grèce et la Turquie européenne.

## Géographie
Prenant sa source dans les montagnes de Rila en Bulgarie occidentale, la Maritsa s'écoule vers le sud-est entre les Balkans et les Rhodopes, traversant notamment Plovdiv. Au sud d’Edirne, en Turquie, elle se partage momentanément en deux bras, ne constituant plus dans cette zone la frontière entre la Turquie et la Grèce. Elle s’oriente alors vers le sud pour se jeter dans la mer Égée après un parcours long de 480 kilomètres, formant son delta près d’Enez. Sur la rive grecque, le parc national du delta de l'Évros occupe de nos jours les derniers kilomètres avant l'embouchure.
Son principal affluent, sur la rive droite, est l'Arda (290 km). La haute vallée de la Maritsa est le principal itinéraire est-ouest en Bulgarie. Le fleuve n’est pas navigable mais reste employé pour la production d’énergie et l’irrigation.

## Mythologie
Dans la mythologie grecque, les Ménades, dépitées de voir Orphée rester fidèle à Eurydice, le déchiquettent et jettent sa tête dans l'Hèbre. Le courant vient la déposer sur les rivages de l'île de Lesbos, terre de la Poésie. Les Muses, éplorées, recueillent alors ses restes pour les enterrer au pied du mont Olympe, à Leibèthres, en Thessalie. La légende veut que sa tête continuait dans son tombeau à chanter son amour pour Eurydice.
La naïade Aba est supposée être une fille du fleuve Évros.

## Histoire
En 2012, la Grèce a lancé un mur de barbelés anti-migrants sur un peu plus de 12 kilomètres de frontière terrestre avec la Turquie  dans la région du fleuve Évros sur la commune d’Orestiáda. Il a été érigé là où le fleuve Evros fait une incursion en territoire turc. Cette portion de territoire, le triangle de  Karaağaç, de quelques dizaines de kilomètres carrés, obtenue par la Turquie lors du Traité de Lausanne (1923), en rive droite et sous souveraineté turque, constitue un abcès de fixation et a été  exploitée par les migrants, depuis le déminage, pour entrer plus facilement en Grèce.
Un nouveau mur métallique long de 27 kilomètres  a été finalisé en 2021. Un système de surveillance électronique complète le dispositif. En 2023, la Grèce compte allonger de 35 kilomètres le mur édifié.
L'objectif final est de couvrir la majeure partie de la frontière gréco-turque, longue de 192 kilomètres.

## Représentations artistiques
La Maritza est le titre d'une chanson et d'un album publié en 1968 par la chanteuse française Sylvie Vartan, d'origine bulgare.

Dans son récit Midnight Express (en) adapté en film en 1978, William Hayes  (Billy) raconte avoir traversé la Maritza à la nage pour rejoindre la Grèce à environ 15 km au sud d'Edirne.
Le sol était devenu humide et boueux. J'avançais avec une extrême prudence...et je découvris ce que j'identifiais immédiatement  comme étant la rivière Maritas... Je me mis à nager très lentement pour éviter tout remous qui aurait pu alerter les soldats, turcs ou grecs, sans doute stationnés sur chaque berge....
Je n'eus soudain plus d'eau que jusqu'à la taille. J'avais atteint l'autre rive...lorsque soudain je sentis à nouveau l'eau. Malgré la faible lumière, je vis que l'eau s'étendait sur plusieurs centaines de mètres : j'étais simplement arrivé sur une petite île. Je n'étais pas encore en Grèce

J'étais trop près du but pour me reposer et replongeai dans cette eau qui était maintenant très profonde et dont le courant était rapide. Le froid me coupa le souffle mais je me mis à nager avec une folle ardeur vers l'autre rive.